# Neomitranthes riedeliana
Neomitranthes riedeliana är en myrtenväxtart som först beskrevs av Otto Karl Berg, och fick sitt nu gällande namn av Joáo Rodrigues de Mattos. Neomitranthes riedeliana ingår i släktet Neomitranthes och familjen myrtenväxter. Inga underarter finns listade i Catalogue of Life.